# Can Moranta
Can Moranta és una casa de possessió de Santa Maria del Camí (Mallorca) situada a un coster del Puig de Son Seguí, a  Passatemps. Confronta amb sa Torre, Can Verderol, Son Collet, Son Borràs, Son Crespí i Son Seguí.
L'any 1835 l'amo de la possessió (arrendador) era Sebastià Far i Pisà. El seu fill, Rafel Far i Torrents, va ser propietari d'una botiga a Santa Maria, també dita Can Moranta, on hi havia l'antic molí de fer llet d'ametla que la tradició considera originari del Convent de la Soledat de Santa Maria del Camí. La possessió en l'actualitat es troba dedicada majoritàriament a la vinya i l'ametlerar.